# Frances Tiafoe
Frances Tiafoe (pronunciat: [/tiˈɑːfoʊ/] tee-AH-foh; Hyattsville, 20 de gener de 1998) és un tennista professional estatunidenc. Ha guanyat un torneig individual del circuit ATP.

## Biografia
Fill d'immigrants procedents de Sierra Leone, Tiafoe va començar a entrenar en un Centre d'Entrenament de la USTA a Maryland, on el seu pare treballava com a cap de manteniment. Els seus antecedents familiars i el seu èxit de jove el van portar a ser considerat una de les futures estrelles del tennis dels Estats Units. El seu germà Franklin també és tennista.
Quan iniciava la seva carrera, Tiafoe va guanyar el torneig Orange Bowl de 2013, amb només 15 anys, convertint-se en el noi més jove que mai havia guanyat el torneig individual. Amb 17 anys es va convertir en el nord-americà més jove en entrar al quadre de Roland Garros des de Michael Chang, que ho aconseguí el 1989. Tiafoe va entrar per primera vegada al Top 100 dels rànquings de l'ATP el 2016. Amb la seva victòria a Delray Beach de 2018 es va convertir en l'estatunidenc més jove en guanyar un títol ATP des que ho aconseguí Andy Roddick el 2002.

## Palmarès

### Individual: 10 (3−7)
| Llegenda                          |
| --------------------------------- |
| Grand Slams (0−0)                 |
| ATP Finals (0−0)                  |
| ATP World Tour Masters 1000 (0−1) |
| ATP World Tour 500 (0−2)          |
| ATP World Tour 250 (3−4)          |

| Títols per superfície |
| --------------------- |
| Dura (1−3)            |
| Gespa (1−0)           |
| Terra batuda (1−4)    |

| Resultat  | Núm. | Data                 | Torneig                    | Superfície   | Oponent            | Marcador            |
| --------- | ---- | -------------------- | -------------------------- | ------------ | ------------------ | ------------------- |
| Guanyador | 1.   | 25 de febrer de 2018 | Delray Beach, Estats Units | Dura         | Peter Gojowczyk    | 6−1, 6−4            |
| Finalista | 1.   | 6 de maig de 2018    | Estoril, Portugal          | Terra batuda | João Sousa         | 4−6, 4−6            |
| Finalista | 2.   | 31 d'octubre de 2021 | Viena, Àustria             | Dura (i)     | Alexander Zverev   | 5−7, 4−6            |
| Finalista | 3.   | 1 de maig de 2022    | Estoril (2)                | Terra batuda | Sebastián Báez     | 3−6, 2−6            |
| Finalista | 4.   | 9 d'octubre de 2022  | Tòquio, Japó               | Dura         | Taylor Fritz       | 6−7(3), 6−7(2)      |
| Guanyador | 2.   | 10 d'abril de 2023   | Houston, Estats Units      | Terra batuda | T.M. Etcheverry    | 7−6(1), 7−6(6)      |
| Guanyador | 3.   | 19 de juny de 2023   | Stuttgart, Alemanya        | Gespa        | Jan-Lennard Struff | 4−6, 7−6(1), 7−6(8) |
| Finalista | 5.   | 7 d'abril de 2024    | Houston                    | Terra batuda | Ben Shelton        | 5−7, 6−4, 3−6       |
| Finalista | 6.   | 19 d'agost de 2024   | Cincinnati, Estats Units   | Dura         | Jannik Sinner      | 6−7(4), 2−6         |
| Finalista | 7.   | 6 d'abril de 2025    | Houston (2)                | Terra batuda | Jenson Brooksby    | 4−6, 2−6            |

### Dobles masculins: 1 (0−1)
| Llegenda                          |
| --------------------------------- |
| Grand Slams (0−0)                 |
| ATP Finals (0−0)                  |
| ATP World Tour Masters 1000 (0−0) |
| ATP World Tour 500 (0−0)          |
| ATP World Tour 250 (0−1)          |

| Títols per superfície |
| --------------------- |
| Dura (0−0)            |
| Gespa (0−0)           |
| Terra batuda (0−1)    |

| Resultat  | Núm. | Data               | Torneig               | Superfície   | Parella      | Oponents                       | Marcador         |
| --------- | ---- | ------------------ | --------------------- | ------------ | ------------ | ------------------------------ | ---------------- |
| Finalista | 1.   | 16 d'abril de 2017 | Houston, Estats Units | Terra batuda | Dustin Brown | Julio Peralta Horacio Zeballos | 6−4, 5−7, [6−10] |

## Trajectòria

### Individual
| Open d'Austràlia | A    | A   | Q2  | 2R          | 1R          | QF          | 1R          | 2R    | 2R | 3R | 2R | 0 / 8     | 10 – 8    |
| Roland Garros | A    | 1R  | Q3  | 1R          | 1R          | 1R          | 1R          | 1R    | 2R | 3R |    | 0 / 8     | 3 – 8     |
| Wimbledon | A    | A   | Q1  | 2R          | 3R          | 1R          | NC          | 3R    | 4R | 3R |    | 0 / 6     | 10 – 6    |
| US Open | Q1   | 1R  | 1R  | 1R          | 2R          | 2R          | 4R          | 4R    | SF | QF |    | 0 / 9     | 17 – 9    |
| Jocs Olímpics | NC   | NC  | A   | No celebrat | No celebrat | No celebrat | No celebrat | 2R    | NC | NC |    | 0 / 1     | 1 – 1     |
| Total Victòries−Derrotes                                                                                                   | 0−1  | 1−5 | 1−6 | 7−18        | 28−27       | 23−27       | 9−11        | 33−24 |    |    |    | 103 – 122 | 103 – 122 |
| Rànquing a final d'any | 1145 | 176 | 108 | 79          | 39          | 47          | 59          | 38    |    |    |    |           |           |
| Llegenda: G: Guanyador; F: Finalista; SF: Semifinalista; QF: Quarts de final; Q: Qualificació; A: Absent; RR: Round Robin; |      |     |     |             |             |             |             |       |    |    |    |           |           |

### Dobles masculins
| Open d'Austràlia | A   | A   | A   | A           | 1R          | A           | 1R          | 3R   | 1R | 0 / 3   | 2 – 4   |
| Roland Garros | A   | A   | A   | 1R          | 1R          | A           | 1R          | 2R   | 2R | 0 / 5   | 2 – 5   |
| Wimbledon | A   | A   | A   | 1R          | 1R          | A           | NC          | A    |    | 0 / 2   | 0 – 2   |
| US Open | 2R  | A   | A   | A           | A           | A           | A           | 1R   | 1R | 0 / 3   | 1 – 3   |
| Jocs Olímpics | NC  | NC  | A   | No celebrat | No celebrat | No celebrat | No celebrat | 2R   | NC | 0 / 1   | 1 – 1   |
| Total Victòries−Derrotes                                                                                                   | 1–1 | 0–1 | 0–1 | 3–3         | 4–9         | 1–2         | 2–4         | 9–10 |    | 21 – 33 | 21 – 33 |
| Rànquing a final d'any | 536 | –   | 684 | 367         | 186         | 442         | 595         | 163  |    |         |         |
| Llegenda: G: Guanyador; F: Finalista; SF: Semifinalista; QF: Quarts de final; Q: Qualificació; A: Absent; RR: Round Robin; |     |     |     |             |             |             |             |      |    |         |         |